# György Pauk
György Pauk (hongarès: Pauk György)  (Budapest, 26 d'octubre de 1936 - Budapest, 18 de novembre de 2024) va ser un violinista, músic de cambra i pedagog musical hongarès.

## Biografia
Pauk va néixer a Budapest (Hongria) i va ingressar a l'Acadèmia de Música Franz Liszt als nou anys. Va començar els seus estudis com a alumne d'Imre Waldbauer el 1945. De 1947 a 1949 va estudiar amb János Temesváry, i des de 1949 fins que es va graduar a l'Acadèmia amb Ede Zathureczky, i va estudiar amb Zoltán Kodály.  El 1956 va marxar d'Hongria cap als Països Baixos i, després de ser persuadit pel violinista Yehudi Menuhin, es va establir definitivament a Londres el 1961.
Ha actuat com a solista de concerts amb orquestres i mestres reconeguts d'arreu del món, com Pierre Boulez, Sir Colin Davis, Lorin Maazel, Gennady Rozhdestvensky, Simon Rattle i Sir Georg Solti. També ha gravat i ha estrenat obres de Witold Lutosławski, Krzysztof Penderecki, Alfred Schnittke, Sir Peter Maxwell Davies i Sir Michael Tippett dirigides pels mateixos compositors.
El repertori d'un músic de cambra com Pauk, inclou totes les sonates de Mozart –que també va enregistrar– les sonates de Schubert i les obres de Bartók escrites per a violí. Pauk i el pianista Peter Frankl van formar una col·laboració a llarg termini amb el violoncel·lista Ralph Kirshbaum. Pauk i Frankl han estat socis permanents des que eren nens. Van estudiar música de cambra amb Leo Weiner. La BBC va encarregar Fourteen Little Pictures de James MacMillan per commemorar el 25è aniversari del seu trio el 1997.
Pauk va ser nomenat professor de violí a la Royal Academy of Music de Londres el 1987. Va posar el nom d'Ede Zathureczky al departament de violí que dirigeix a la Reial Acadèmia de Música, perquè li agradaria conservar i continuar el llegat del llegendari mestre. Per animació i invitació d'Annie Fischer, el 1973 Pauk va tornar a aparèixer a Budapest; des de llavors havia estat un intèrpret freqüent a Hongria tant com a solista o com a músic de cambra. Es va retirar de l'escenari de concerts el 2007.

## Autobiografia
- Négy húron pendülök. Nyolcvan év emlékei. (en hongarès) Budapest, 2016. Park Könyvkiadó. ISBN 9789633553152